# Бортник, Анна Сергеевна
Анна Сергеевна Бортник — советский хозяйственный и государственный деятель, лауреат Государственной премии СССР за выдающиеся достижения в труде.

## Биография
Родилась в 1934 году. Член КПСС.
В 1954—1991 годах — резьбонарезчица, парторг цеха Минского велосипедно-мотоциклетного завода.
Работала с личным клеймом ОТК, освоила профессии сверловщицы и фрезеровщицы, предложила технологический процесс изготовления корпуса втулки велосипеда, позволивший увеличить их выпуск на 42 %.
Делегат XXV съезда КПСС.
За большой личный вклад в повышение качества, надёжности и долговечности выпускаемых автомобилей, тракторов и с/х техники была в составе коллектива удостоена Государственной премии СССР за выдающиеся достижения в труде 1984 года.
Жила в Минске.

## Награды
- Орден Ленина
- Орден Дружбы народов
- Орден Трудовой Славы III степени